# Tenu (Mythologie)
Tenu war in der hurritischen Mythologie der Wesir des Wettergottes Teššub. Er wird manchmal in kaluti-Opferlisten nach der Aufzählung der Hauptgottheiten genannt. Möglicherweise stellt das Götterpaar der Reliefs 65 und 66 im hethitischen Felsheiligtum Yazilikaya Tenu zusammen mit Tiabenti, der Wesirin der Ḫebat, dar.